# Beraea gorteba
Beraea gorteba is een schietmot uit de familie Beraeidae. De soort komt voor in het Nearctisch gebied.